# Birger Var
Pour les articles homonymes, voir Var.
Birger Var est un rameur norvégien né le 30 juin 1893 à Moss et mort le 22 mars 1970 au Danemark. 

## Biographie
Birger Var dispute l'épreuve de quatre avec barreur aux côtés de Henry Larsen, Theodor Klem, Per Gulbrandsen et Thoralf Hagen aux Jeux olympiques d'été de 1920 d'Anvers.